# Felipe Núñez
Felipe Alejandro Núñez Becerra (Caracas, Venezuela, 25 de febrero de 1979) es un exfutbolista  y entrenador chileno nacido en Venezuela. Actualmente es entrenador en Deportes Santa Cruz de la Primera B de Chile. Jugó de portero y su último equipo fue Santiago Wanderers de Chile.
Es titulado en Comunicación Social y como Técnico de Fútbol.
El referente de infancia fue Roberto "Cóndor" Rojas quien lo inspiró a ser guardameta. Es un referente del Club Deportivo Palestino donde permaneció diez años y medio liderando al equipo como capitán en varias temporadas, alcanzando una final de Primera División después de treinta años. Seleccionado en el equipo ideal durante 2010 y embajador del club  en una gira por Palestina,  en la que dictó charlas  en colegios, además de reunirse con algunas autoridades políticas como Saeb  Erekat y socios comerciales como  el presidente del Banco de Palestina Hashim Shawa.
Durante su paso por Palestino fue conocido internacionalmente por utilizar a Gustavo Cerati en el diseño de sus camisetas a modo de homenaje a su ídolo musical.

## Familia
Está formada por sus dos hijos Emilio y Victoria Núñez junto su esposa Jenniffer Monrós con quién se casó en el año 2009. Durante múltiples entrevistas ha comentado sobre el gran amor que posee por ellos y de como lo acompañan durante su trayectoria en el mundo del deporte.

## Trayectoria

### Como jugador
A pesar de haber vivido pocos años en Venezuela fue ahí donde comenzó a jugar. Primero en el colegio Fray Luis Amigó y luego, gracias a Lino Alonso, por el Santo Tomás de Villanueva. Hasta que en noviembre de 1991 viaja a Chile en forma definitiva.  A su llegada prueba suerte en Palestino y Unión Española pero finalmente fue en Colo-Colo donde pudo fichar. Vistió dicha camiseta desde los 14 a los 21 años.
Pese a llegar al primer equipo, no lograría jugar con los albos de manera oficial, solo  en amistosos al estar arqueros como Marcelo Ramírez y Claudio Arbiza por lo que en el año 2000 partiría a préstamo al Fernández Vial de aquel entonces la Primera B. Con los aurinegros sería titular gran parte del torneo, siendo una de las figuras del equipo que pelearía el ascenso, anotando incluso dos goles de tiro libre. Para el siguiente año volvería ser cedido pero esta vez a Deportes Melipilla donde solo permanecería un semestre para regresar a Colo Colo. Tras ello, Jaime Pizarro decide cederlo nuevamente a préstamo y ante ello el jugador solicita la libertad de acción para ir en busca de nuevos desafíos.
Regresa al fútbol profesional en 2002 luego que su amigo Sebastián González, ídolo del Atlante, le consiguiera una prueba en el Deportivo Acapulco. En junio de 2004 vuelve al fútbol chileno pero para defender a Palestino. Con los tetracolores consiguió la regularidad que lo mantuvo como indiscutido por varias temporadas logrando capitanear al equipo a una nueva final en 2008 tras 22. En 2012 superó la racha de Marco Cornez en mantener el arco en cero. En 2009 salvó al equipo en la liguilla de promoción frente a San Marcos de Arica tras tapar el penal decisivo. 
En 2014 renuncia a Palestino por no estar de acuerdo con los tratos del DT Pablo Guede, quedando sin club hasta 2015 donde ficha por Huachipato. Con los acereros destacó en la lucha por el título hasta las últimas fechas, permitiéndoles clasificar a la Copa Sudamericana 2015.  
Sorpresivamente, tras finalizar contrato con Huachipato, en 2016 regresa a Venezuela para reforzar al Deportivo La Guaira, logrando una histórica clasificación para un equipo venezolano a octavos de final de Copa Sudamericana luego de dejar en el camino a Deportes Tolima de Colombia y Emelec de Ecuador.
Tras rescindir contrato vuelve a Chile y al poco tiempo ficha por Santiago Wanderers  dirigido por Nicolás Córdova quien fuera su compañero en las inferiores de Colo-Colo y en la Selección Chilena Sub-20. Con los porteños lograría la Copa Chile 2017, se retiró del futbol a finales de ese año.  

### Como entrenador
Durante la temporada 2019 fue ayudante técnico de Francisco Arrué en Deportes Colchagua.
En 2020 asumió como Director técnico en Deportes Recoleta, equipo que en 2021 salió campeón de la Segunda División, subiendo a la Primera B de Chile.  
Tras estar 3 Años en el equipo recoletano, el 6 de septiembre de 2023, decide dejar a equipo.  
En 2024 asume como DT del Herrera FC de Panamá, donde se encuentra dirigiendo hasta hoy.

## Selección nacional
Fue parte de la Selección de fútbol sub-20 de Chile con la cual obtuvo en 1998 el título del Torneo internacional de fútbol sub-20 de la Alcudia. También en la misma categoría jugaría el Campeonato Sudamericano Sub-20 de 1999 celebrado en Mar del Plata, Argentina, jugando gran parte del torneo y logrando la sexta posición en el hexagonal final.
Su última participación sería en la Selección de fútbol sub-23 de Chile que jugaría el Torneo Preolímpico Sudamericano Sub-23 de 2000, donde no vería minutos en cancha pero su equipo conseguiría el segundo lugar y la clasificación a los Juegos Olímpicos de Sídney 2000.

## Estadísticas

### Como jugador

#### Clubes
| Club                            | Div.          | Temporada     | Liga  | Liga  | Copas nacionales | Copas nacionales | Torneos internacionales | Torneos internacionales | Total | Total |
| Club                            | Div.          | Temporada     | Part. | Goles | Part.            | Goles            | Part.                   | Goles                   | Part. | Goles |
| ------------------------------- | ------------- | ------------- | ----- | ----- | ---------------- | ---------------- | ----------------------- | ----------------------- | ----- | ----- |
| Fernández Vial · Chile          | 2ª            | 2000          | 32    | -37   | —                | —                | —                       | —                       | 32    | -37   |
| Fernández Vial · Chile          | Total club    | Total club    | 32    | -37   | 0                | 0                | 0                       | 0                       | 32    | -37   |
| Deportes Melipilla · Chile      | 2ª            | 2001          | —     | —     | —                | —                | —                       | —                       | 0     | 0     |
| Deportes Melipilla · Chile      | Total club    | Total club    | 0     | 0     | 0                | 0                | 0                       | 0                       | 0     | 0     |
| Deportivo Acapulco · México     | 2ª            | 2003          | 9     | -     | —                | —                | —                       | —                       | 9     | 0     |
| Deportivo Acapulco · México     | 2ª            | 2004          | 17    | -     | —                | —                | —                       | —                       | 17    | 0     |
| Deportivo Acapulco · México     | Total club    | Total club    | 26    | 0     | 0                | 0                | 0                       | 0                       | 26    | 0     |
| Palestino · Chile               | 1ª            | 2007          | 24    | -     | —                | —                | —                       | —                       | 24    | -     |
| Palestino · Chile               | 1ª            | 2008          | 38    | -46   | 1                | -1               | —                       | —                       | 39    | -47   |
| Palestino · Chile               | 1ª            | 2009          | 18    | -32   | 1                | -1               | —                       | —                       | 19    | -33   |
| Palestino · Chile               | 1ª            | 2010          | 19    | -21   | 3                | 0                | —                       | —                       | 22    | -21   |
| Palestino · Chile               | 1ª            | 2011          | 25    | -30   | —                | —                | —                       | —                       | 25    | -30   |
| Palestino · Chile               | 1ª            | 2012          | 35    | -47   | 1                | -1               | —                       | —                       | 36    | -48   |
| Palestino · Chile               | 1ª            | 2013          | 16    | -23   | —                | —                | —                       | —                       | 16    | -23   |
| Palestino · Chile               | 1ª            | 2013-14       | 30    | -40   | 2                | -3               | —                       | —                       | 32    | -43   |
| Palestino · Chile               | 1ª            | 2014-15       | 5     | -6    | 5                | -4               | —                       | —                       | 10    | -10   |
| Palestino · Chile               | Total club    | Total club    | 210   | -239  | 13               | -10              | 0                       | 0                       | 223   | -255  |
| Huachipato · Chile              | 1ª            | 2014-15       | 14    | -21   | 9                | -10              | 2                       | -4                      | 25    | -35   |
| Huachipato · Chile              | 1ª            | 2015-16       | 27    | -42   | —                | —                | —                       | —                       | 27    | -42   |
| Huachipato · Chile              | Total club    | Total club    | 41    | -63   | 9                | -10              | 2                       | -4                      | 52    | -77   |
| Deportivo La Guaira · Venezuela | 1ª            | 2016-17       | 13    | -12   | —                | —                | 6                       | -6                      | 19    | -18   |
| Deportivo La Guaira · Venezuela | Total club    | Total club    | 13    | -12   | 0                | 0                | 6                       | -6                      | 19    | -18   |
| Santiago Wanderers · Chile      | 1ª            | 2017          | —     | —     | 2                | -1               | —                       | —                       | 2     | -1    |
| Santiago Wanderers · Chile      | Total club    | Total club    | 0     | 0     | 2                | -1               | 0                       | 0                       | 2     | -1    |
| Total carrera                   | Total carrera | Total carrera | 322   | -351  | 24               | -21              | 8                       | -10                     | 354   | -388  |
| 1. 2. 3.                        |               |               |       |       |                  |                  |                         |                         |       |       |

#### Resumen estadístico
| Competición                   | Partidos | Goles | Promedio |
| ----------------------------- | -------- | ----- | -------- |
| Primera División de Chile     | 283      | -323  | -1.14    |
| Primera División de Venezuela | 13       | -12   | -1.08    |
| Primera B de Chile            | --       | --    | --       |
| Liga de Ascenso de México     | 26       | -26   | -1.00    |
| Copa Chile                    | 24       | -21   | -0.87    |
| Copa Sudamericana             | 8        | -10   | -1.25    |
| Selección Sub-20              | 7        | -11   | -1.57    |
| Total                         | 354      | -388  | 0.91     |

### Como entrenador
| Equipo                      | Div.                | Temporada           | Liga | Liga | Liga | Liga | Liga |    | Copa | Copa | Copa | Copa |   | Internacional | Internacional | Internacional | Internacional | Internacional |   | Otros | Otros | Otros | Otros |    | Totales     | Totales | Totales | Totales | Totales | Totales | Totales | Totales | Totales |
| Equipo                      | Div.                | Temporada           | PD   | G    | E    | P    | Pos. | PD | G    | E    | P    | PD   | G | E             | P             | Pos.          | PD            | G             | E | P     | PD    | G     | E     | P  | Rendimiento | GF      | GC      | Dif.    | Ptos.   |         |         |         |         |
| --------------------------- | ------------------- | ------------------- | ---- | ---- | ---- | ---- | ---- | -- | ---- | ---- | ---- | ---- | - | ------------- | ------------- | ------------- | ------------- | ------------- | - | ----- | ----- | ----- | ----- | -- | ----------- | ------- | ------- | ------- | ------- | ------- | ------- | ------- | ------- |
| Deportes Recoleta · Chile   | 3.ª                 | 2020                | 22   | 11   | 4    | 7    | 3.º  | -  | -    | -    | -    | -    | - | -             | -             | -             | -             | -             | - | -     | 22    | 11    | 4     | 7  | 56.06%      | 44      | 34      | +10     | 37      |         |         |         |         |
| Deportes Recoleta · Chile   | 3.ª                 | 2021                | 22   | 15   | 3    | 4    | 1.º  | 1  | 0    | 0    | 1    | -    | - | -             | -             | -             | -             | -             | - | -     | 23    | 15    | 3     | 5  | 69.57%      | 38      | 27      | +11     | 48      |         |         |         |         |
| Deportes Recoleta · Chile   | 2.ª                 | 2022                | 32   | 8    | 10   | 14   | 13.º | 1  | 0    | 0    | 1    | -    | - | -             | -             | -             | -             | -             | - | -     | 33    | 8     | 10    | 15 | 34.34%      | 35      | 43      | -8      | 34      |         |         |         |         |
| Deportes Recoleta · Chile   | 2.ª                 | 2023                | 25   | 5    | 9    | 11   | Inc. | 1  | 0    | 0    | 1    | -    | - | -             | -             |               | -             | -             | - | -     | 26    | 5     | 9     | 12 | 30.77%      | 30      | 39      | -9      | 24      |         |         |         |         |
| Deportes Recoleta · Chile   | Total               | Total               | 101  | 39   | 26   | 36   | -    | 3  | 0    | 0    | 3    | -    | - | -             | -             | -             | -             | -             | - | -     | 104   | 39    | 26    | 39 | 45.83%      | 147     | 143     | +4      | 143     |         |         |         |         |
| Deportes Santa Cruz · Chile | 2.ª                 | 2025                | 9    | 2    | 1    | 6    | -    | 5  | 1    | 2    | 2    | -    | - | -             | -             |               | -             | -             | - | -     | 14    | 3     | 3     | 8  | 28.57%      | 13      | 25      | -12     | 12      |         |         |         |         |
| Deportes Santa Cruz · Chile | Total               | Total               | 9    | 2    | 1    | 6    | -    | 5  | 1    | 2    | 2    | -    | - | -             | -             | -             | -             | -             | - | -     | 14    | 3     | 3     | 8  | 28.57%      | 13      | 25      | -12     | 12      |         |         |         |         |
| Total en su carrera         | Total en su carrera | Total en su carrera | 110  | 41   | 27   | 42   | -    | 8  | 1    | 2    | 5    | -    | - | -             | -             | -             | -             | -             | - | -     | 118   | 42    | 29    | 47 | 43.78%      | 160     | 168     | -8      | 155     |         |         |         |         |
| 1.                          |                     |                     |      |      |      |      |      |    |      |      |      |      |   |               |               |               |               |               |   |       |       |       |       |    |             |         |         |         |         |         |         |         |         |

#### Resumen estadístico
| Competición                           | Partidos | Ganados | Empatados | Perdidos | %      |
| ------------------------------------- | -------- | ------- | --------- | -------- | ------ |
| Primera B de Chile                    | 66       | 15      | 20        | 31       | 32.83% |
| Segunda División Profesional de Chile | 44       | 26      | 7         | 11       | 64.39% |
| Copa Chile                            | 8        | 1       | 2         | 5        | 20.83% |
| Total                                 | 118      | 42      | 29        | 47       | 43.78% |

## Palmarés

### Títulos nacionales

#### Como jugador
| Título     | Club               | País  | Año  |
| ---------- | ------------------ | ----- | ---- |
| Copa Chile | Santiago Wanderers | Chile | 2017 |

#### Como entrenador
| Título           | Club              | País  | Año  |
| ---------------- | ----------------- | ----- | ---- |
| Segunda División | Deportes Recoleta | Chile | 2021 |